# Isla Crab
Isla Crab (en español: Isla Cangrejo) es el nombre una isla situada en la desembocadura del río Berbice en Guyana, al norte de Sudamérica, que se encuentra en las coordenadas geográficas  6°16′59″N 57°31′01″O / 6.283, -57.517. administrativamente depende de la Región de Berbice Oriental-Corentyne.
Crab se llama así debido a la presencia de numerosos cangrejos allí, y es de aproximadamente una milla de circunferencia. hasta que los británicos se tomaron la colonia de Berbice en 1815, los neerlandeses tenían un fuerte aquí llamado San Andries.